# Latrodectus lilianae
La viuda negra ibérica (Latrodectus lilianae) es una especie de araña araneomorfa de la familia de los terídidos, nativa de Portugal y España. 
Tiene marcas pequeñas de color blanco y naranja en el abdomen, cerca de su prosoma. Se encuentra principalmente en la garriga y la maquia de la península ibérica, a diferencia de sus parientes norteamericanos que residen cerca de los seres humanos. Se desconoce el efecto de su veneno en los seres humanos.

## Descripción

### Hembras
Son arañas de gran tamaño (12,5 a 16,0 mm); presentan un cuerpo rojizo o negro de aspecto circular, opistosoma globular, circular, entre negro mate y marrón que presenta en la parte frontal, una mancha clara (a veces difuminada). Presentan el opistosoma cubierto por espinas finas y moderadamente largas entre las que aparecen espinas menores. Las patas son negras o negras rojizas, más oscuras que el cuerpo. 

### Machos
Presentan un tamaño menor que las hembras (2,6 a 5,6 mm). El cuerpo es oscuro, con tonos rojizos, más largo que ancho. El abdomen es de color blanco o crema, presentando el dorso dos bandas oscuras que forman manchas irregulares. Las patas son, proporcionalmente, más largas que las de las hembras.

### Ninfas
Antes de la eclosión, las ninfas presentan un abdomen de color blanco intenso con un dibujo abdominal que apenas se insinúa con tonos más oscuros. Pocos días después de la eclosión, las manchas se oscurecen y se hacen más visibles; estas permanecen hasta las últimas mudas.

## Ecología
Durante los meses de julio a septiembre, las hembras hacen varias puestas. Estas puestas se encuentran protegidas por una ooteca blanco-amarillenta en forma de pera de entre 14 y 17 mm. Los huevos son redondos, de color blanco amarillento y hay entre 380 y 445 por ooteca. Los ejemplares se encuentran formando pequeñas poblaciones.

## Distribución
Esta especie se encuentra en España, Portugal, Marruecos y Argelia.

## Hábitat
La especie habita en zonas esteparias con gran sequía y aridez. El clima es continental árido, con grandes oscilaciones térmicas. A menudo frecuenta zonas con matorral de romero, Ononis tridentata, Gypsophyla struthium y Helianthemum squamatum. Así como prados de Lygeum spartum, Stipa sp. y Brachypodium retusum.